# Tropheus kasabae
Tropheus kasabae és una espècie de peix de la família dels cíclids i de l'ordre dels perciformes.

## Morfologia
Els mascles poden assolir els 11,1 cm de longitud total.

## Distribució geogràfica
És endèmic del sud del llac Tanganyika (Àfrica oriental).